# Słowackie filmy zgłoszone do rywalizacji o Oscara w kategorii filmu nieanglojęzycznego
Słowacki kandydat do Oscara w kategorii filmu nieanglojęzycznego zgłaszany jest od 1993 roku, to jest od początku istnienia współczesnej Republiki Słowackiej. Wcześniej filmy zrealizowane w języku słowackim bywały zgłaszane jako propozycje Czechosłowacji. Jeden z nich, Sklep przy głównej ulicy, otrzymał w 1966 Oscara w tej kategorii jako pierwszy obraz z Europy Środkowej i Wschodniej. 
Wyboru zgłaszanego filmu dokonuje Słowacka Akademia Filmowa i Telewizyjna. W dotychczasowej historii żadna ze słowackich propozycji nie otrzymała nominacji ani nie znalazła się na tzw. skróconej liście. Najczęściej zgłaszanym reżyserem jest Martin Šulík (siedem tytułów).

## Lista zgłoszonych filmów
| Rok (ceremonia) | Tytuł polski               | Tytuł oryginalny    | Tytuł anglojęzyczny      | Reżyseria                          | Status         |
| --------------- | -------------------------- | ------------------- | ------------------------ | ---------------------------------- | -------------- |
| 1993 (66.)      | Wszystko, co lubię         | Všetko čo mám rád   | Everything I Like        | Martin Šulík                       | brak nominacji |
| 1994 (67.)      | Anioł miłosierdzia         | Anjel milosrdenstva | Angel of Mercy           | Miloslav Luther                    | brak nominacji |
| 1995 (68.)      | Ogród                      | Záhrada             | The Garden               | Martin Šulík                       | brak nominacji |
| 1997 (70.)      | Orbis Pictus               | Orbis Pictus        | Orbis Pictus             | Martin Šulík                       | brak nominacji |
| 1998 (71.)      | Rzeki Babilonu             | Rivers of Babylon   | Rivers of Babylon        | Vladimír Balco                     | brak nominacji |
| 1999 (72.)      | Wszyscy moi bliscy         | Všichni moji blízcí | All My Loved Ones        | Matej Mináč                        | brak nominacji |
| 2000 (73.)      | Pejzaż                     | Krajinka            | Landscape                | Martin Šulík                       | brak nominacji |
| 2002 (75.)      | Okrutne radości            | Kruté radosti       | Cruel Joys               | Juraj Nvota                        | brak nominacji |
| 2003 (76.)      | Król złodziei              | Král zlodejov       | King of Thieves          | Ivan Fíla                          | brak nominacji |
| 2005 (78.)      | Słoneczne miasto           | Slnečný štát        | The City of the Sun      | Martin Šulík                       | brak nominacji |
| 2007 (80.)      | Powrót bocianów            | Návrat bocianov     | Return of the Storks     | Martin Repka                       | brak nominacji |
| 2008 (81.)      | Ślepa miłość               | Slepe lásky         | Blind Loves              | Juraj Lehotský                     | brak nominacji |
| 2009 (82.)      | Niedotrzymana obietnica    | Nedodržaný sľub     | Broken Promise           | Jiří Chlumský                      | brak nominacji |
| 2010 (83.)      | Granica                    | Hranica             | The Border               | Jaroslav Vojtek                    | brak nominacji |
| 2011 (84.)      | Cygan                      | Cigán               | Gypsy                    | Martin Šulík                       | brak nominacji |
| 2012 (85.)      | Aż do miasta Aš            | Až do mesta Aš      | Made in Ash              | Iveta Grófová                      | brak nominacji |
| 2013 (86.)      | Mój pies Killer            | Môj pes Killer      | My Dog Killer            | Mira Fornay                        | brak nominacji |
| 2014 (87.)      | Krok w ciemność            | Krok do tmy         | A Step into the Dark     | Miloslav Luther                    | brak nominacji |
| 2015 (88.)      | Koza                       | Koza                | Goat                     | Ivan Ostrochovský                  | brak nominacji |
| 2016 (89.)      | Eva Nová                   | Eva Nová            | Eva Nová                 | Marko Škop                         | brak nominacji |
| 2017 (90.)      | Linia                      | Čiara               | The Line                 | Peter Bebjak                       | brak nominacji |
| 2018 (91.)      | Tłumacz                    | Tlumočník           | The Interpreter          | Martin Šulík                       | brak nominacji |
| 2019 (92.)      | Niech stanie się światłość | Nech je svetlo      | Let There Be Light       | Marko Škop                         | brak nominacji |
| 2020 (93.)      | Raport z Auschwitz         | Správa              | The Auschwitz Report     | Peter Bebjak                       | brak nominacji |
| 2021 (94.)      | 107 matek                  | Cenzorka            | 107 Mothers              | Péter Kerekes                      | brak nominacji |
| 2022 (95.)      | Ofiara                     | Oběť                | Victim                   | Michal Blaško                      | brak nominacji |
| 2023 (96.)      | Światłowstręt              | Svetloplachosť      | Photophobia              | Ivan Ostrochovský i Pavol Pekarčík | brak nominacji |
| 2024 (97.)      | Ema i trupia główka        | Ema a smrtihlav     | The Hungarian Dressmaker | Iveta Grófová                      | brak nominacji |